# Jean-Victor Moreau
Jean-Victor-Marie Moreau (14. února 1763 Morlaix – 2. září 1813 Louny) byl jedním z nejvýznamnějších generálů období revoluce a konsulátu. Byl rivalem Napoleona Bonaparte.

## Život

### Začátky
Moreau byl synem advokáta. Studoval v Rennes od roku 1778 práva a stal se soudním úředníkem. Při výbuchu války roku 1792 se v Rennes formoval dobrovolnický prapor a Moreau byl zvolen jeho velitelem. Následně Moreau prodělal tažení roku 1792 pod Dumouriezem a roku 1793 – to již byl brigádním generálem – vedl útok na Prusy u Pirmasens a tentýž rok, jako divizní generál dobyl Menin a přinutil Ypres ke kapitulaci, obsadil Bruggy, Ostende a Nieuport a při obsazení Holandska pod Pichegrumem velel pravému křídlu. Roku 1796 obdržel velení Rýnské a Moselské armády. Zatlačil Wurmsera k Mannheimu a u Kehlu překročil 24. června 1796 Rýn. Porazil 5. července 1796 Latoura u Rastattu a 9. července arcivévodu Karla u Ettlingen. Prošel Schwarzwaldem a na pravém břehu Dunaje došel až k Isaře. S Bavorskem uzavřel příměří (tzv. pfaffenhofenská dohoda), ale po porážce Jourdana byl přinucen k ústupu. Mistrovsky provedený ústup byl ulehčen nejednotností a často protichůdnými kroky protivníků. U Biberachu (Bádensko) dobyl velkého vítězství nad Latourovými Rakušany 2. října 1796, opět prošel Schwarzwaldem a po porážkách od arcivévody Karla u Emmendingenu (19. října 1796) a Schliengenu (24. října 1796) dosáhl Rýn, který překročil u pevnosti Hüningen a zajistil Breisach a Kehl až do začátku rok 1797. Tehdy opět překročil řeku a obsadil Lichtenau, kde obdržel zprávu o příměří dojednaném v Leobenu (23. dubna 1797). Moreau nalezl v zajatém poštovním voze rakouské armády zrádnou korespondenci Pichegruovu s velitelem sboru francouzských emigrantů princem de Condé, ale z přátelství k Pichegruovi mlčel. Když se vše prozradilo, direktorium Moreaua odvolalo z velení v září 1797. Přesto byl koncem roku 1798 jmenován generálním inspektorem italské armády a v dubnu 1799 byl na místo Schérera jmenován jejím velitelem. Armáda byla předtím několikrát poražena Suvorovem a nacházela se v rozkladu. Moreau ustupoval od Addy hornatým územím u Janova a zde se spojil s MacDonaldem ustupujícím od Neapole. V srpnu 1799 byl odvolán z velení, ale na přání nového vrchního velitele Jouberta se účastnil ještě bitvy u Novi (15. srpna 1799). Jelikož generál Joubert v počátku bitvy padl, převzal opět Moreau vrchní velení, porážce Francouzů však nezabránil.

### Napoleon
Přijel zpět do Paříže a odmítl návrh Sieyesův k převzetí moci a zavedení diktatury. Místo toho se podílel na převratu 18. brumairu střežením direktorů v Palais du Luxembourg. Poté obdržel vrchní velení Rýnské armády a postavil s Carnotem novou armádu o 90 000 mužích, s kterými potřetí překročil Rýn. V květnu 1800 zatlačil Rakušany pod Krayem celou řadou srážek u Stockachu, Engenu, Biberachu, Ulmu, překročil Dunaj a probojoval si cestu k Innu bitvami u města Höchstädt an der Donau, dále u Nördlingen a Neuburgu an der Donau, ale Rakušané domluvili příměří v Parsdorfu 15. července 1800. Mírová jednání však byla neúspěšná a v listopadu bylo obnoveno nepřátelství. Tehdy dobyl Moreau své nejslavnější vítězství – rozhodující a totální - 3. prosince 1800 v bitvě u Hohenlinden, kterým si otevřel cestu do srdce monarchie. Rakušané rychle uzavřeli příměří ve Steyeru 25. prosince 1800 a poté následoval mír v Lunéville. Demarkační linií byla řeka Erlauf, asi 50 km východně od Steyeru (Štýr). Poté se Moreau stáhl na svůj statek Grosbois tam byl též zatčen 4. února 1804 pro podezřelé styky s Pichegruem a Cadoudalem, když mnozí spolupachatelé proti němu vypovídali. S výpověďmi bylo manipulováno a i Napoleon proti svému rivalovi intrikoval. Proces skončil 9. června 1804 osvobozujícím rozsudkem, jelikož přímé důkazy o vině (tedy, že věděl, ale neoznámil) chyběly. V odvolacím řízení však (po intervenci Savaryho) byl odsouzen na 2 roky vězení. Napoleon změnil vězení na vyhnanství a Moreau se přeplavil do USA a usadil se v Morisville u Trentonu v New Jersey.

### Zpět v Evropě proti Napoleonovi

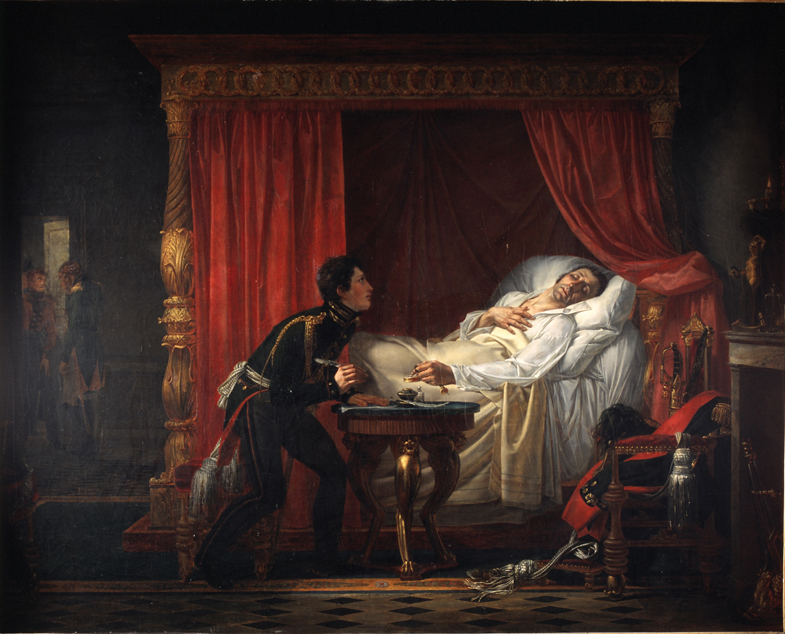
Smrt generála Moreaua (obraz Auguste Coudera)

Na počátku roku 1813 dostal Moreau pozvání ruského cara Alexandra I. k účasti v boji proti Napoleonovi a hodnost ruského maršála. Po poradě se svým dlouholetým známým a tehdy švédským korunním princem Jeanem Baptistem Bernadottem nabídku přijal. Přistál 26. července 1813 v Göteborgu a byl Alexandrem I. jmenován generálním adjutantem. Vrchní velení spojeneckých vojsk odmítl. Proti jeho přesvědčení se uskutečnil útok na Drážďany. V průběhu bitvy u Drážďan 27. srpna 1813 na výšině Räcknitzhöhe v průběhu jeho rozhovoru s carem mu dělová koule roztříštila obě nohy. Následovala amputace, která se uskutečnila v Kleinpestitz (během operace prý kouřil Moreau doutník). Poté byl transportován přes Krušné hory do Čech, kde v Lounech zemřel (2. září 1813). Ludvík XVIII. propůjčil vdově Moreauové neobvyklý titul „maršálky“ a nechal Moreauovi roku 1819 zřídit v Paříži pomník. Roku 1814 nákladem knížete Repnina - Volkonského byl postaven na výšině Räcknitz v Drážďanech památník, pod kterým jsou pochovány amputované nohy generála Moreaua. Jeho tělo bylo přes Prahu, kde jeho posmrtnou masku pořídil sochař Václav Prachner, převezeno do Sankt Petěrburgu a tam pohřbeno.
Generál Moreau byl revolučním generálem, který nastartoval svou kariéru v době revolučních válek. Tak jako ostatní - Massena, Soult, Ney či Murat měl i on „ve své tornistře maršálskou hůl“. Moreau vystupoval jako zapřisáhlý republikán a nesouhlasil s vládou silné ruky, částečně i proto, že žárlil na úspěchy Napoleona Bonaparte. Zatímco Napoleon stále pilně pracoval na vytvoření své legendy, Moreauovy úspěchy ustoupily poněkud do pozadí, i proto, že on republikán se dal do služeb reakce, která slibovala mnoho, jen ne splnění republikánských ideálů. Ve Francii byl pak vnímán spíše jako nadaný zrádce. Jeho brilantně provedený ústup k Rýnu s následným výpadem a bitvou u Biberachu roku 1796 a mistrovsky vedená bitva u Hohenlinden však zůstávají součástí zlatého fondu dějin strategie.